# Sieboldshausen

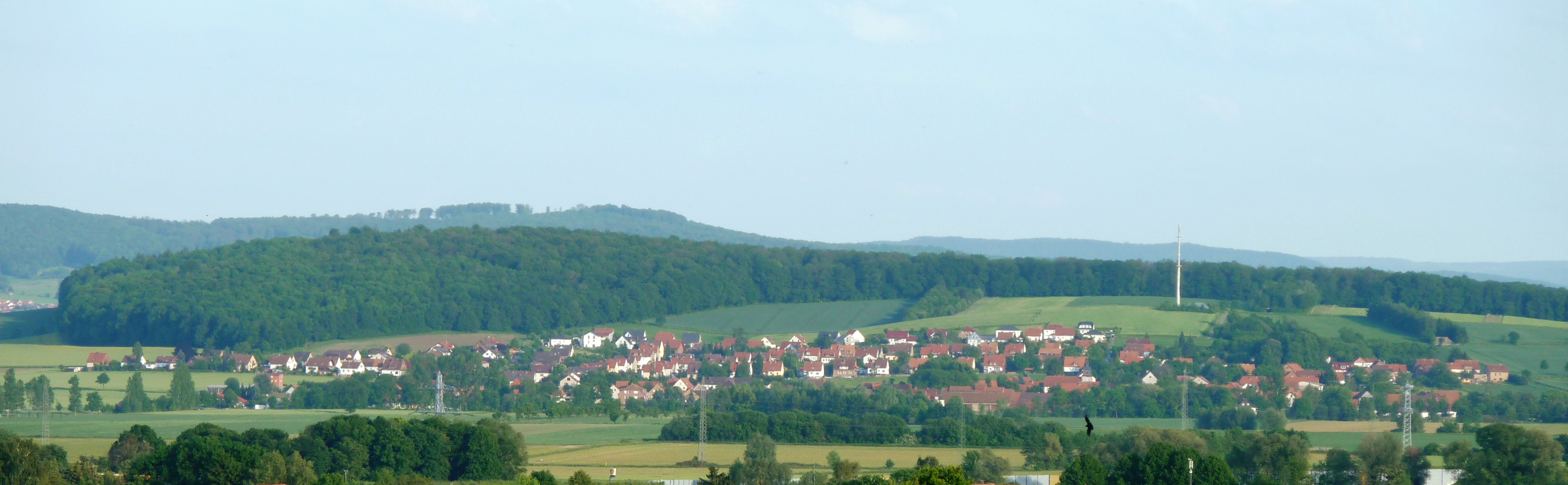
Dorfansicht von Nordnordwesten

Sieboldshausen ist ein Ortsteil der Gemeinde Rosdorf im Landkreis Göttingen, Niedersachsen.

## Geographie
Sieboldshausen liegt etwa 9 km südsüdwestlich von Göttingen am Jägerberg (252 m ü. NN). In der näheren Umgebung befindet sich der Wartberg (197 m ü. NN) und die Krücke in Volkerode (307 m ü. NN).

## Geschichte
Der Ort wurde in schriftlichen Quellen erstmals um 981 als Siwaldeshusun genannt, ist jedoch sicher deutlich älter. Archäologische Forschungsergebnisse zeigen, dass die besiedelte Fläche im Früh- und Hochmittelalter deutlich größer war als das heutige bebaute Ortsgebiet. Es hat sich also wahrscheinlich um eine lockere Ansiedlung in der Art einer Streusiedlung gehandelt, nicht um eines der regional typischen Haufendörfer. Ortsmittelpunkt war sicher bereits im 9. Jahrhundert die Martinskirche, die als mainzische Mutterkirche im Archidiakonat Nörten Sitz eines Erzpriesters war und der somit weit über die Dorfgrenzen hinaus große Bedeutung zukam. Zu den Aufgaben des Erzpriesters in Sieboldshausen zählte unter anderem 1278 dem Propst des Zisterzienserinnenklosters Mariengarten die Seelsorge über das, bei Sieboldshausen gelegene Dorf, Deiderode zu übertragen, oder 1449 den Pfarrer im benachbarten  Obernjesa zu investieren. Der Sprengel Sieboldshausens umfasste 1519 insgesamt 26 Pfarreien, die sich im Gebiet südlich und südwestlich von Göttingen befanden. Die heutige Kirche St. Martini wurde 1775/76 unter Einbeziehung des romanischen Vorgängerbaus errichtet, was unter anderem noch an der Umgebung des barocken Portals erkennbar ist, die mit ihrer in der Ansicht nahezu quadratischen vorspringenden Fläche entfernt an das Portal der nahegelegenen Klosterkirche in Reinhausen erinnert. Sieboldshausen zählte spätestens im 14. Jahrhundert zum Herrschaftsgebiet des Erzbistums Mainz, da für das Jahr 1315 belegt ist, dass ein Ritter aus dem Geschlecht derer von Rosdorf auf sein Mainzer Lehen über die Vogteien in Sieboldshausen und Scheden verzichtet. Herzog Otto erkannte 1324 die mainzische Vogtei an, während der Erzbischof ihm jene in Scheden als Pfand zugestand. 1345 verpfändete Mainz die Hälfte des Dorfes an die Herren von Uslar, während 1422 die Stadt Göttingen mit einem Viertel des Ortes, mitsamt Zubehör in Holz, Feld, Wiesen und Weiden, Gericht und Untergericht, Vogteien und Mannschaft, Pflicht, Dienst, Bede, Zins und allen Gefällen belehnt wurde, während dieser Zeit gingen Schatzungen an die Herzöge aus Braunschweig. Dieses Viertel bildete einen Teil der Hälfte, die zuvor die Herren von Uslar besaßen. In ihren späteren Lehnbriefen findet sich sodann lediglich noch die Angabe, dass sie nur noch über ein Viertel des Dorfes verfügten. Göttingen trug sein Viertel im 16. Jahrhundert an das Geschlecht derer von Bodenhausen auf. Besaßen nun die Bodenhäusener und die Herren von Uslar zusammen die eine Hälfte von Sieboldshausen, war der andere Teil in den Händen des Klosters Hilwartshausen, Mariengarten. Reinhausen, St. Blasien-Klosters Northeim und des Amtes Friedland.
Am 1. Januar 1973 wurde Sieboldshausen in die Gemeinde Rosdorf eingegliedert.

### Einwohnerentwicklung
Entwicklung der Einwohnerzahl in Sieboldshausen:
| - 1871: 390 Einwohner - 1925: 358 Einwohner - 1939: 373 Einwohner - 1950: 701 Einwohner | - 1955: 670 Einwohner - 1961: 574 Einwohner - 1970: 702 Einwohner |

## Politik

### Ortsrat
Sieboldshausen hat einen fünfköpfigen Ortsrat, der seit der Kommunalwahl 2021 ausschließlich von Mitgliedern der „Wählerliste Sieboldshausen“ besetzt ist.

### Ortsbürgermeister
Ortsbürgermeister ist Tommy Gesche.

## Wappen
Die Blasonierung lautet:
Der Schild ist von Blau und Gelb geteilt. Oben ein weißer Gegenzinnen-Balken, unten ein halbes rotes Rad.
Begründung:
Das Wappenbild gibt einen Hinweis auf die früheren Besitz- und Herrschaftsverhältnisse im Ort. Der Gegenzinnenbalken ist dem Wappen der Herren von Uslar entnommen. Das Rad verweist auf die frühere Zugehörigkeit des Ortes zum Erzbistum Mainz.